# Architektonisches Album

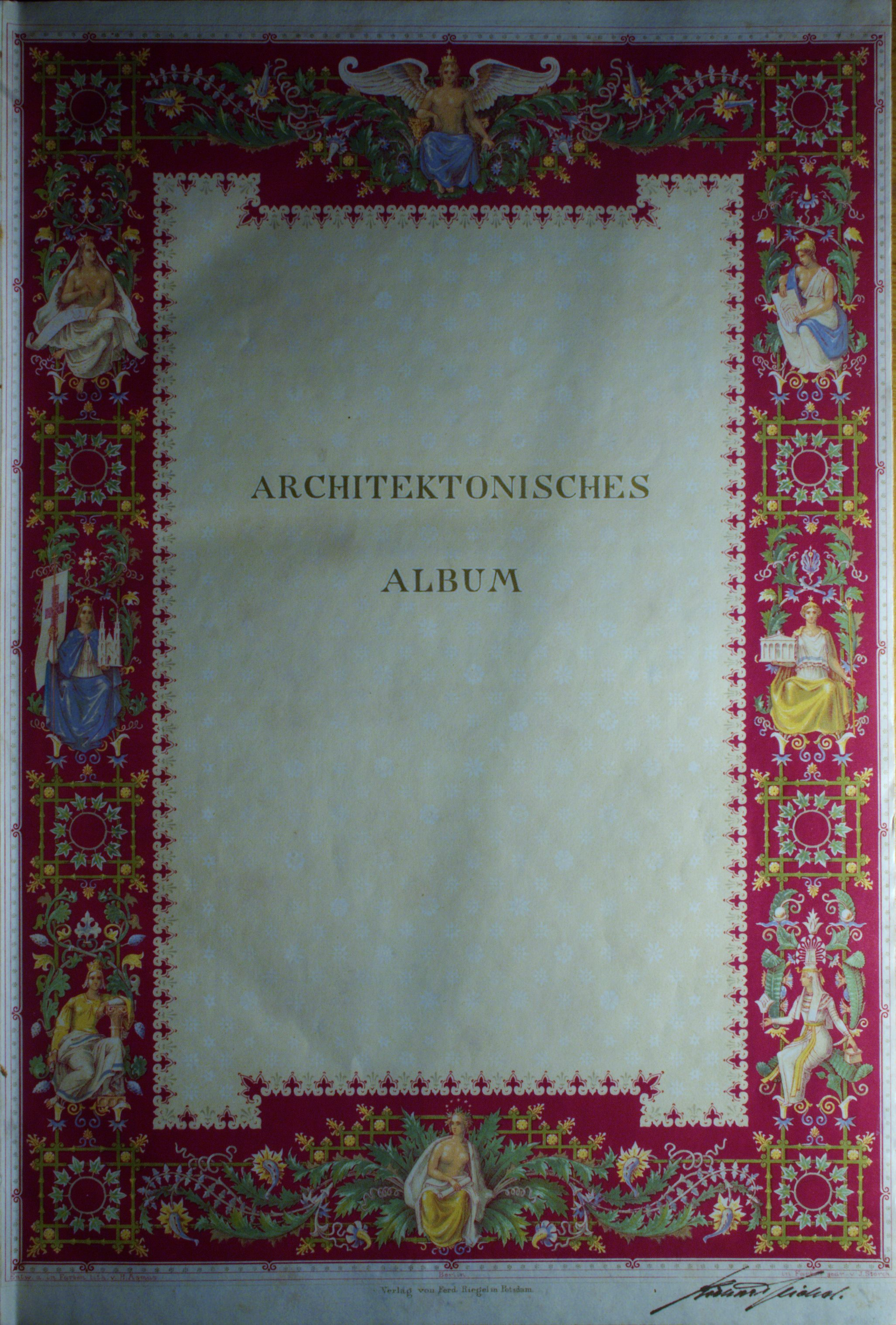
Schmucktitelblatt des Architektonischen Albums 1838

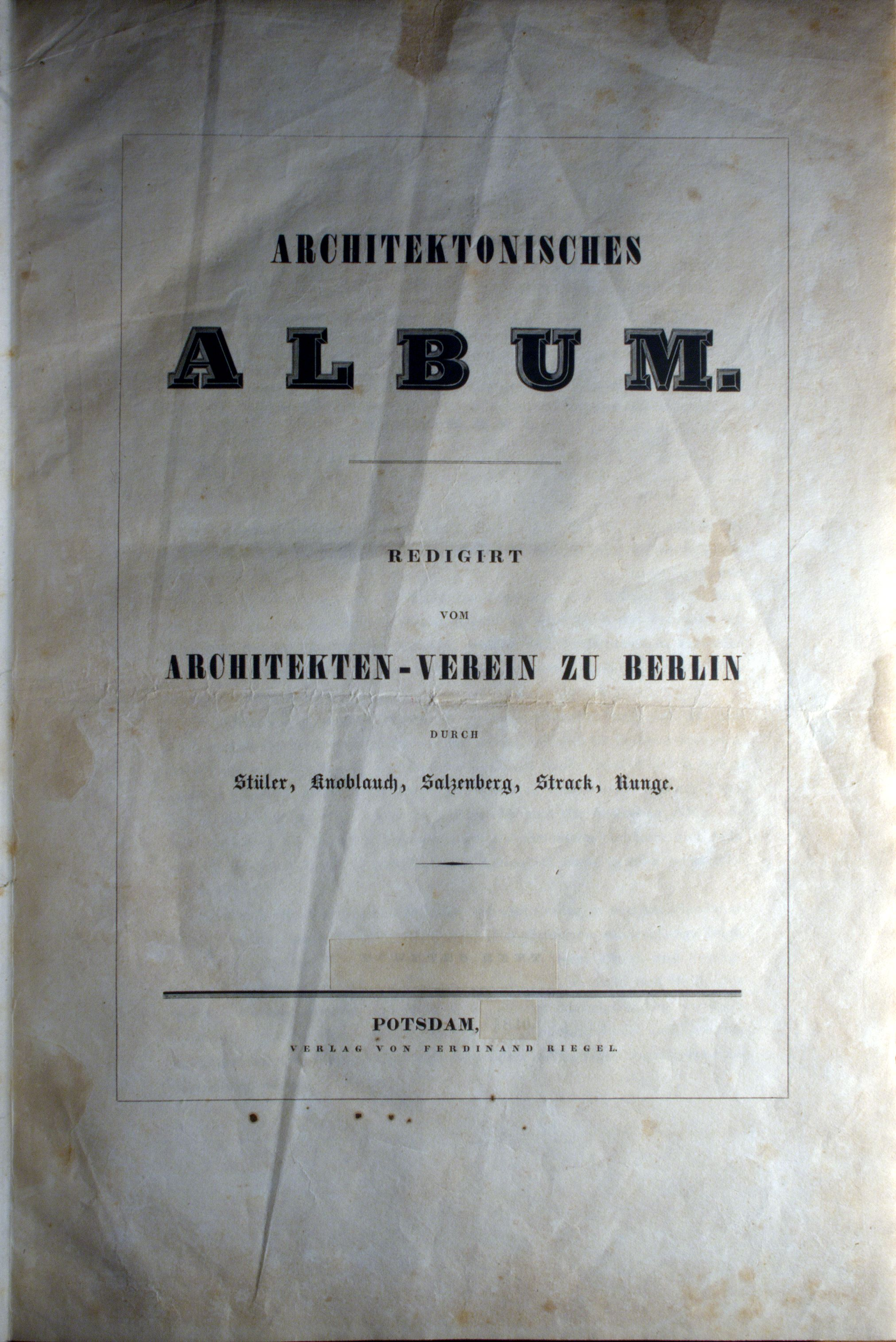
Titelblatt des Architektonischen Albums

Das Architektonische Album war eine vom Architektenverein zu Berlin redigierte Architekturzeitschrift, die in unregelmäßigen Abständen von 1838 bis 1848 bei Ferdinand Riegel in Potsdam und anschließend bis 1862 bei Ernst & Korn in Berlin erschien. Insgesamt wurden 20 Hefte mit jeweils sechs Blättern veröffentlicht.
Im Vorwort des ersten Heftes legte die Redaktion den Schwerpunkt auf einfachere Gebäude einerseits wegen der geringeren Baukosten, andererseits auch um die Anwendbarkeit der schönen Formen auch auf diejenigen Gebäude und Anlagen zu richten, welche im gewöhnlichen Leben oft noch zu sehr vernachlässigt werden. Darin zeigt sich eine Verwandtschaft mit dem zur gleichen Zeit erscheinenden Architektonischem Skizzenbuch. Das Architektonische Album sollte sich nicht nur an Architekten und Baumeister wenden, denn in Bezug auf Darstellung der herauszugebenden Entwürfe wird man sich bemühen, nicht nur die größte Deutlichkeit der jeweiligen Anordnung im Allgemeinen zu zeigen, sondern auch die Durchführung bis in's kleinste Detail zu verfolgen, so daß die betreffenden Bauhandwerker als: Maurer, Zimmerleute, Tischler, Schlösser, Töpfer etc., ihre vollste Befriedigung hierin finden werden. Im Textteil des Architektonischen Albums erschienen jeweils Erläuterungen zu den Blättern, die meist von den beteiligten Baumeistern und Architekten verfasst wurden.
Die enge Verbindung des Architektonischen Albums zum Architektenverein geht schon aus den Untertiteln redigirt vom Architekten-Verein zu Berlin oder Architektonische Entwürfe aus der Sammlung des Architekten-Vereins zu Berlin hervor. Dies äußert sich in der Veröffentlichung von beispielhaften Entwürfen aus den Monatskonkurrenzen des Vereins, in denen jeweils eine exemplarische Bauaufgabe gelöst werden musste. Aus dem Vorwort der neuen Auflage lässt sich herauslesen, dass die Zeitschrift auch der Kommunikation mit den Mitgliedern des Architektenvereins diente, die nach Abschluss ihrer Ausbildung Berlin verlassen hatten: Ein natürlicher Wunsch der Auswärtigen war es daher, die vorzüglicheren Leistungen [der Monatskonkurrenzen] vervielfältigt zu sehen und zum Andenken ihres hiesigen Aufenthaltes zu erhalten.
Verschiedene bekannte Architekten sind mit Beiträgen vertreten, so Karl Friedrich Schinkel mit der Rekonstruktion des Tuscums und Laurentinums des Plinius, Friedrich August Stüler mit Entwürfen für ein Badehaus, Albert Dietrich Schadow mit der St.-Peter-und-Paul-Kirche in Berlin-Wannsee, Eduard Knoblauch und Ludwig Persius mit den Entwürfen für die Treibhäuser, die Orangerie und dem Matrosenhaus bei Schloss Glienicke.

## Beispiele von Kupferstichen und Lithografien aus dem Architektonischen Album

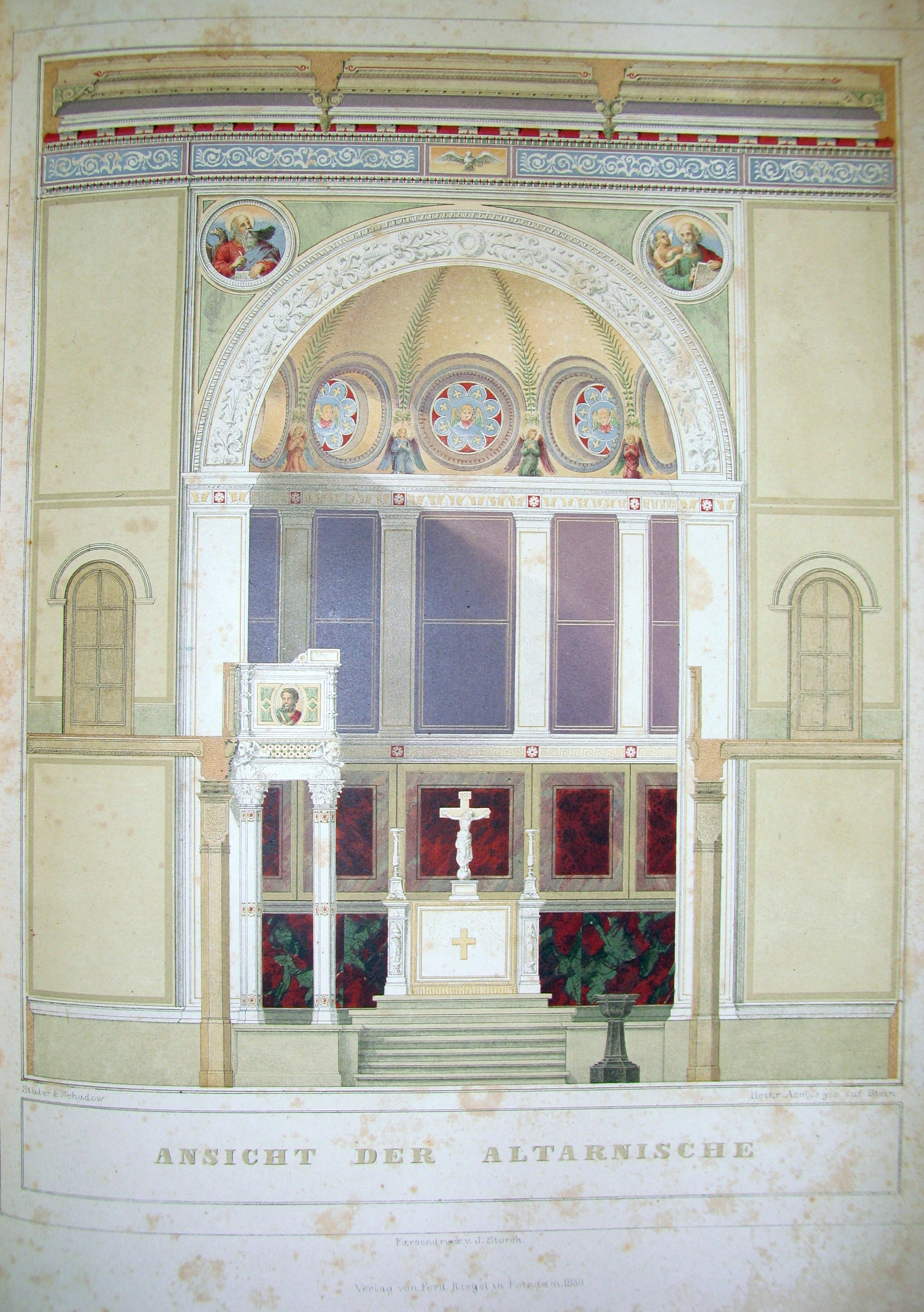
Kirche St. Peter und Paul, Schnitt der Altarnische
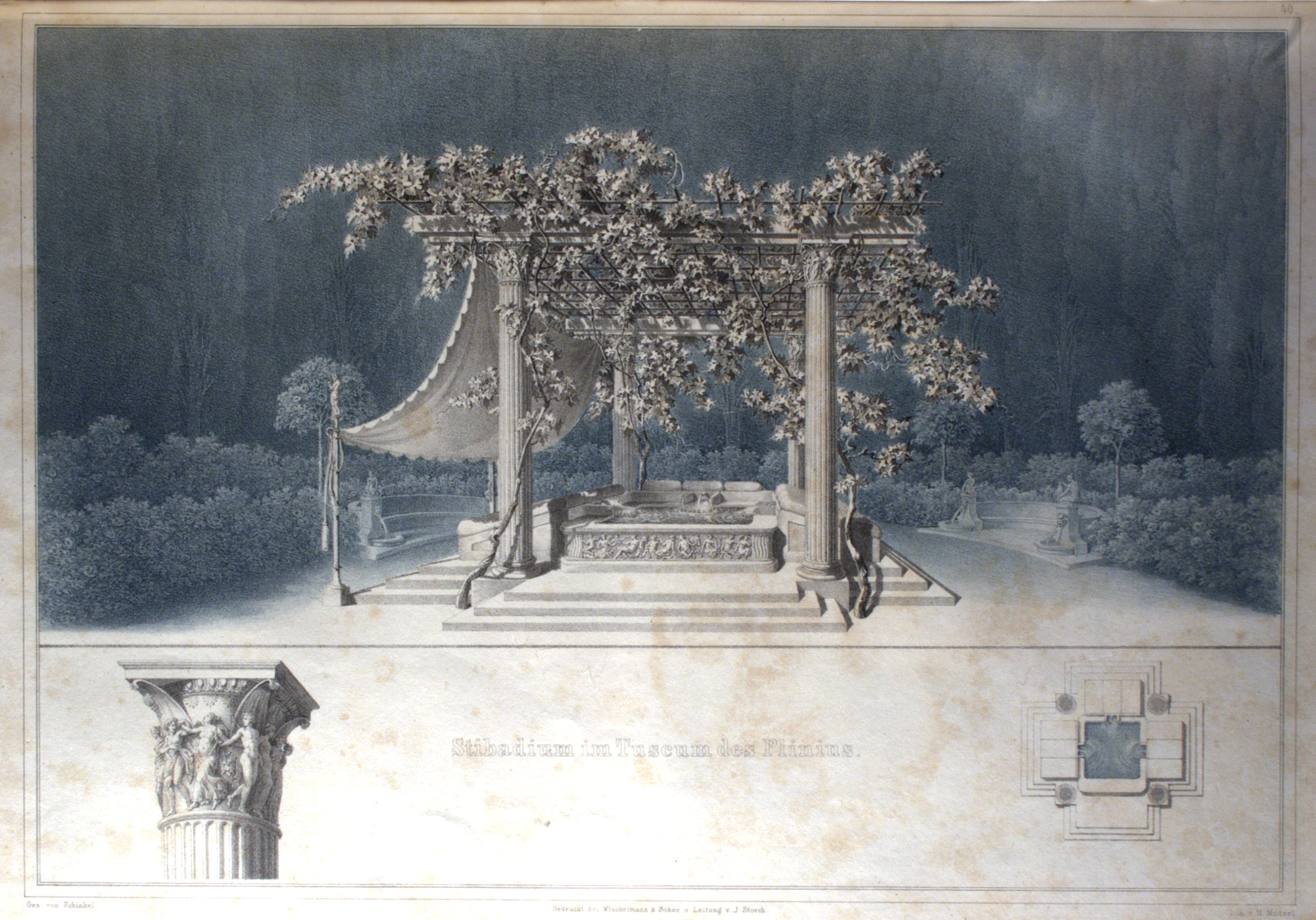
Rekonstruktion des Stibadiums im Tuscum des Plinius von Karl Friedrich Schinkel
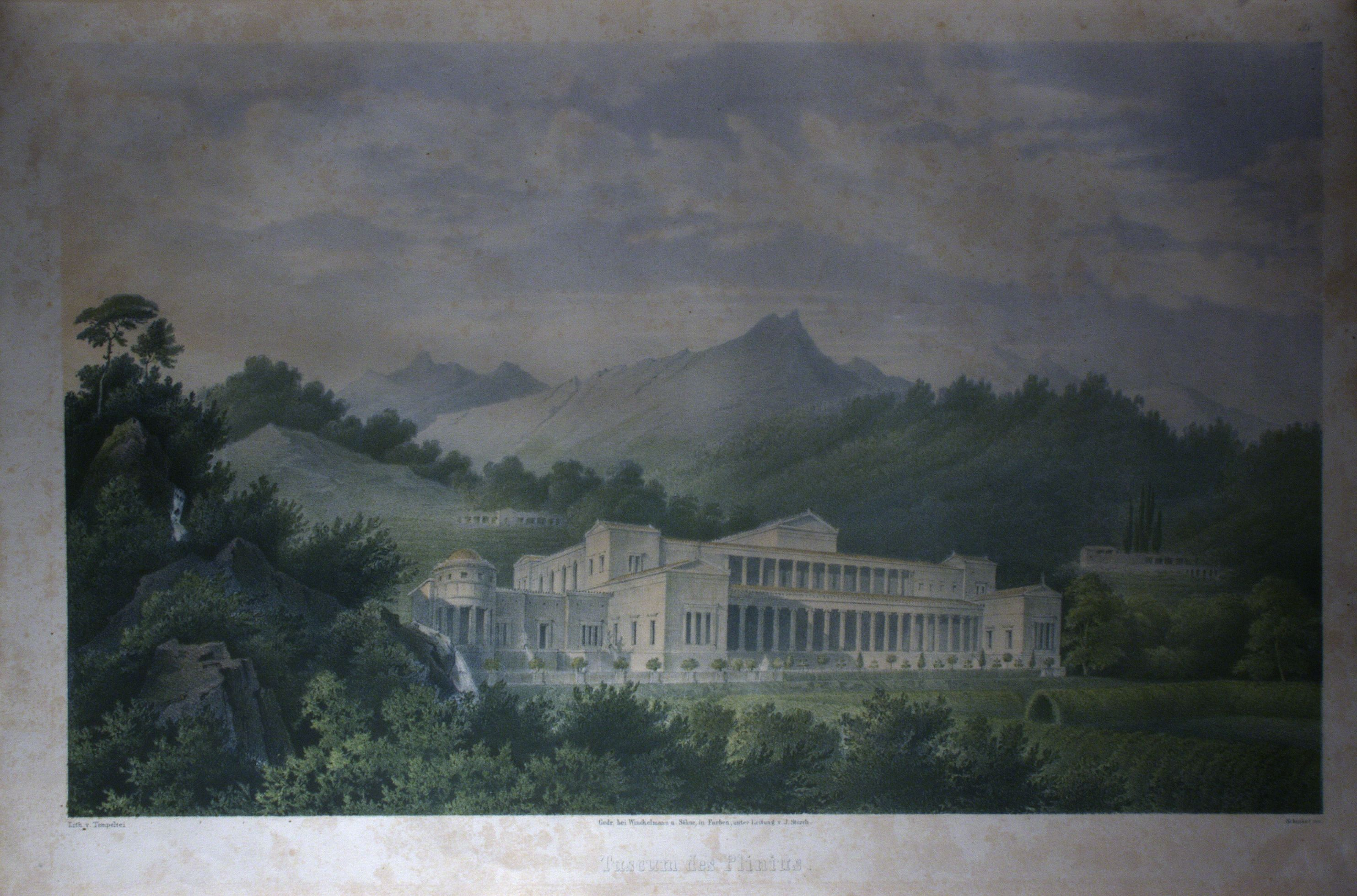
Rekonstruktion des Tuscums des Plinius Karl Friedrich Schinkel
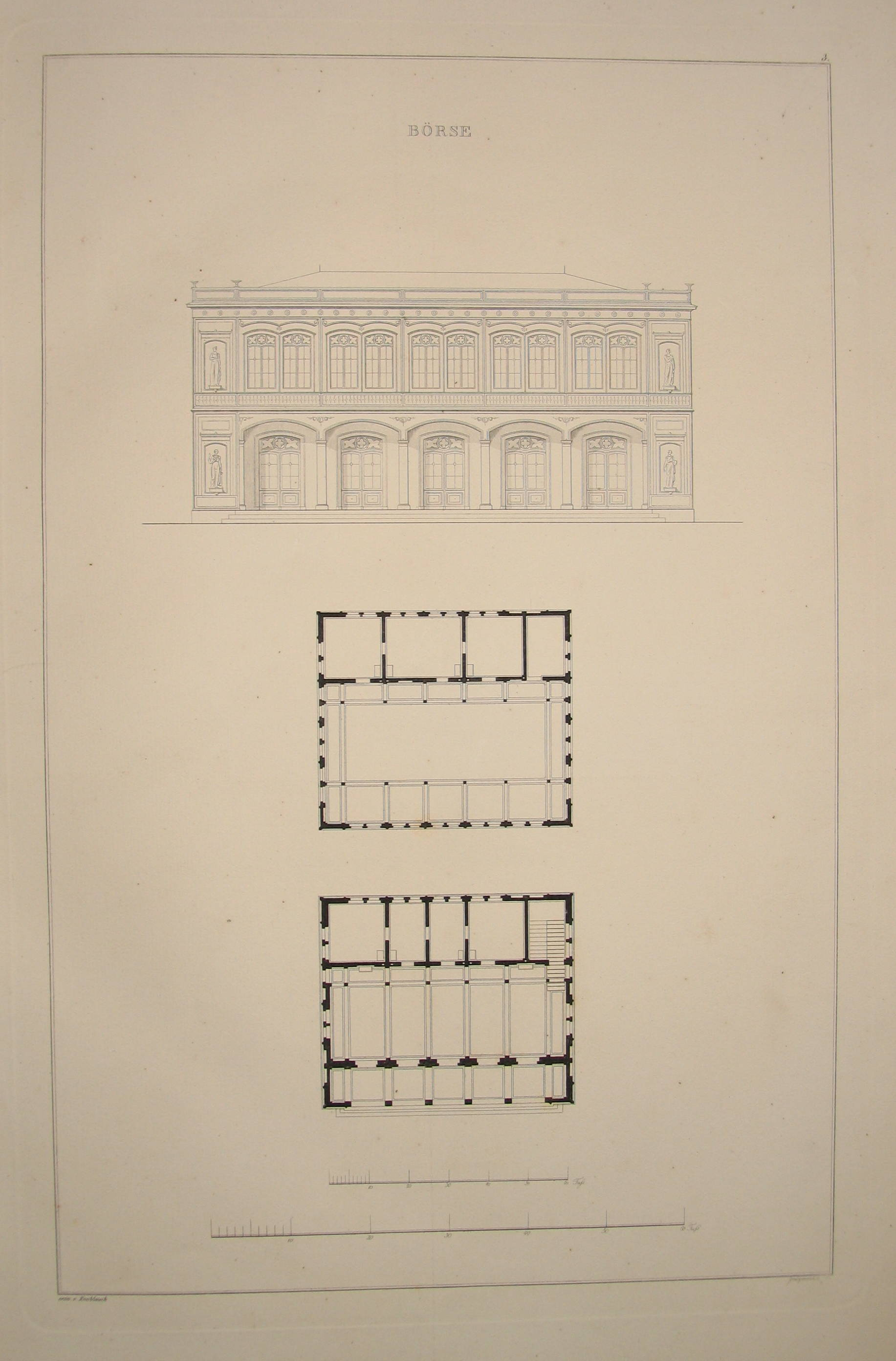
Entwurf für ein Börsengebäude, Beitrag zu einer Monatskonkurrenz des Architektenvereins zu Berlin von Eduard Knoblauch